# Lithaire
Lithaire est une ancienne commune française du département de la Manche et de la région Normandie, devenue le 1er janvier 2016 une commune déléguée au sein de la commune nouvelle de Montsenelle.
Elle est peuplée de 594 habitants.

## Géographie
La commune est au sud de la presqu'île du Cotentin, à l'ouest du Bauptois. Son bourg est à 4,5 km à l'est de La Haye-du-Puits et à 20 km à l'ouest de Carentan.
Le mont Castre culmine à 122 mètres et domine l'isthme de Lessay. 
| Neufmesnil       | Varenguebec                             | Prétot-Sainte-Suzanne                   |
| La Haye-du-Puits | Lithaire                                | Le Plessis-Lastelle                     |
| Mobecq           | Vesly (comm. ass. de Gerville-la-Forêt) | Vesly (comm. ass. de Gerville-la-Forêt) |

## Toponymie
Le nom de la localité est attesté sous les formes Lutehara en 1115, Luithehare au XIIe siècle, Luiueharia en 1168, de Lutehare vers 1175, Lithehara vers 1210, Litahare vers 1280, Luitehaire en 1409, Lutheura sans date.
L'origine de ce toponyme est inconnue.
Le gentilé est Lithairiens.

## Histoire

### Antiquité
Trois légions romaines menées par Titurius Sabinus, lieutenant de Jules César, envahissent le Cotentin à l’été de l’an 56 av. J.-C. Les Unelles, sous la conduite de Viridovix, résistent vigoureusement, mais sont défaits autour du mont Castre. Les Gaulois se replient derrière le Hague-Dick, mais ne peuvent résister et livrent un dernier combat sur les landes de Jobourg.

### Moyen Âge
Au XIe siècle, un sire de Lithehare accompagnait Guillaume le Conquérant à Hastings. Au XIIe siècle, Guillaume d'Orval, seigneur de Lithaire fonde le prieuré Saint-Jacques de Brocqueboeuf d'où partirent les premiers religieux de l'abbaye de Blanchelande. Le prieuré fut le seul couvent de religieuses du Cotentin jusqu'au XVIIe siècle.
Au XIIIe siècle, le seigneur de Lithaire, Guillaume d'Orval, avec Guillaume d'Aubigni, grand bouteiller, et Philippe de Beaumont, donnèrent l'église Saint-Martin de Vindefontaine à l'abbaye de Saint-Étienne de Caen.

### Époque moderne
Louis XIV engagea le bailliage et vicomté de Lithaire au comte de Toulouse, Louis-Alexandre de Bourbon,.

### Époque contemporaine
En Juin-juillet 1944, la commune se trouve sur la ligne de front lors de la bataille de La Haye-du-Puits et la longue guerre d'usure qu'est la bataille des Haies. La prise du mont Castre (cote 122) par les 357e, 358e et 359e régiments de la 90e division d'infanterie US appuyée par la 82e division Airbonne, se traduit par de lourdes pertes par les troupes américaines face aux parachutistes SS allemands.

## Politique et administration
| Période                                  | Période   | Identité              | Étiquette | Qualité  |
| ---------------------------------------- | --------- | --------------------- | --------- | -------- |
| 2001                                     | mars 2008 | Jean-Paul Guillemette |           |          |
| mars 2008                                | En cours  | Joseph Frémaux        |           | Retraité |
| Les données manquantes sont à compléter. |           |                       |           |          |

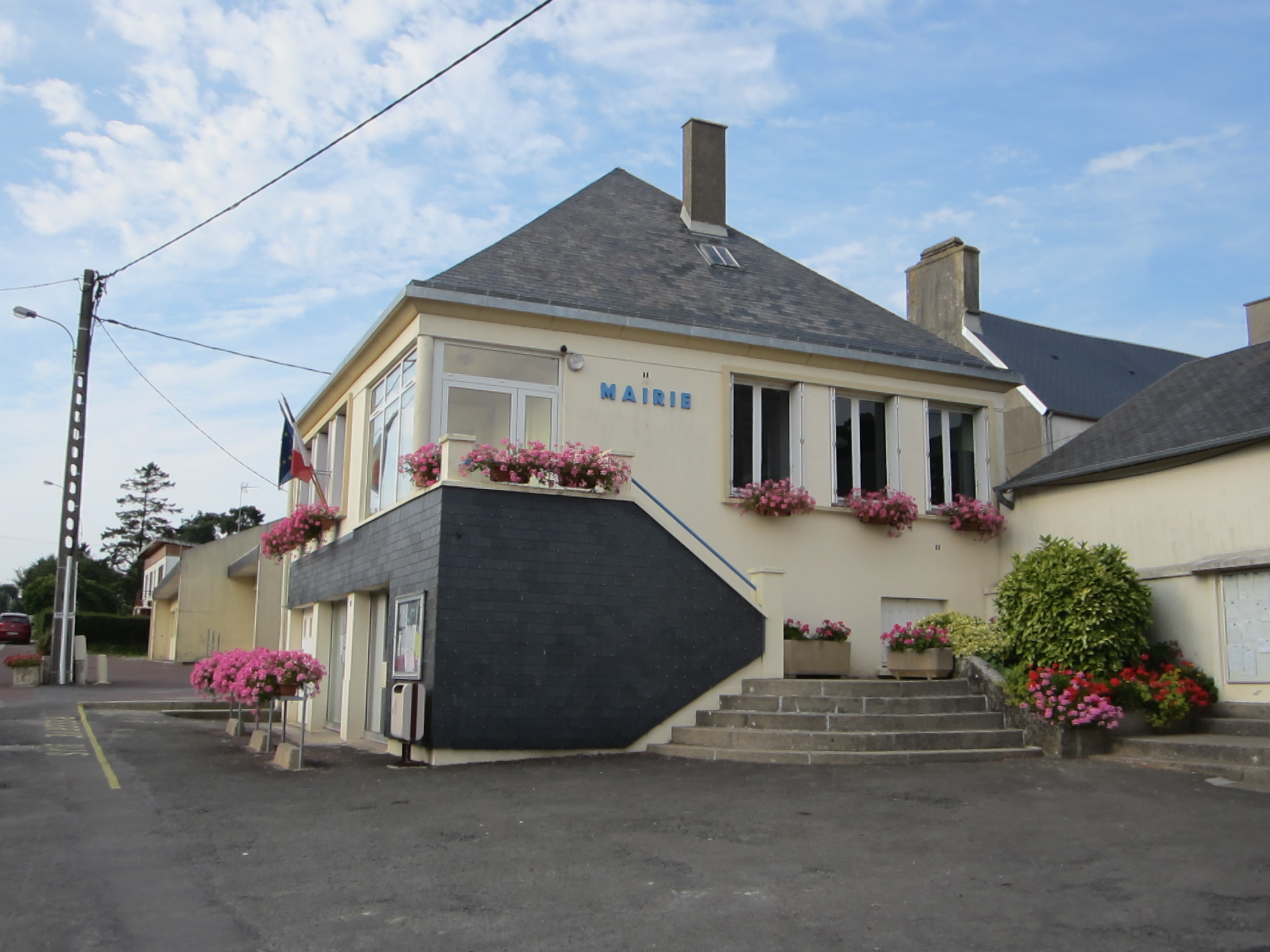
Mairie.

Le conseil municipal était composé de quinze membres dont le maire et deux adjoints.

## Démographie
L'évolution du nombre d'habitants est connue à travers les recensements de la population effectués dans la commune depuis 1793. À partir du 1er janvier 2009, les populations légales des communes sont publiées annuellement dans le cadre d'un recensement qui repose désormais sur une collecte d'information annuelle, concernant successivement tous les territoires communaux au cours d'une période de cinq ans. 
Pour les communes de moins de 10 000 habitants, une enquête de recensement portant sur toute la population est réalisée tous les cinq ans, les populations légales des années intermédiaires étant quant à elles estimées par interpolation ou extrapolation. Pour la commune, le premier recensement exhaustif entrant dans le cadre du nouveau dispositif a été réalisé en 2007,.
En 2021, la commune comptait 594 habitants, en évolution de +4,58 % par rapport à 2015 (Manche : +0,44 %, France hors Mayotte : +2,49 %).
Lithaire a compté jusqu'à 1 016 habitants en 1836.
| 1793 | 1800 | 1806 | 1821 | 1831  | 1836  | 1841 | 1846 | 1851 |
| ---- | ---- | ---- | ---- | ----- | ----- | ---- | ---- | ---- |
| 770  | 897  | 978  | 984  | 1 003 | 1 016 | 957  | 980  | 925  |

| 1856 | 1861 | 1866 | 1872 | 1876 | 1881 | 1886 | 1891 | 1896 |
| ---- | ---- | ---- | ---- | ---- | ---- | ---- | ---- | ---- |
| 835  | 808  | 835  | 822  | 853  | 840  | 864  | 805  | 774  |

| 1901 | 1906 | 1911 | 1921 | 1926 | 1931 | 1936 | 1946 | 1954 |
| ---- | ---- | ---- | ---- | ---- | ---- | ---- | ---- | ---- |
| 808  | 806  | 865  | 698  | 725  | 737  | 738  | 710  | 667  |

| 1962 | 1968 | 1975 | 1982 | 1990 | 1999 | 2007 | 2011 | 2016 |
| ---- | ---- | ---- | ---- | ---- | ---- | ---- | ---- | ---- |
| 692  | 627  | 572  | 569  | 534  | 519  | 554  | 550  | 570  |

| 2019 | - | - | - | - | - | - | - | - |
| ---- | - | - | - | - | - | - | - | - |
| 576  | - | - | - | - | - | - | - | - |

## Lieux et monuments

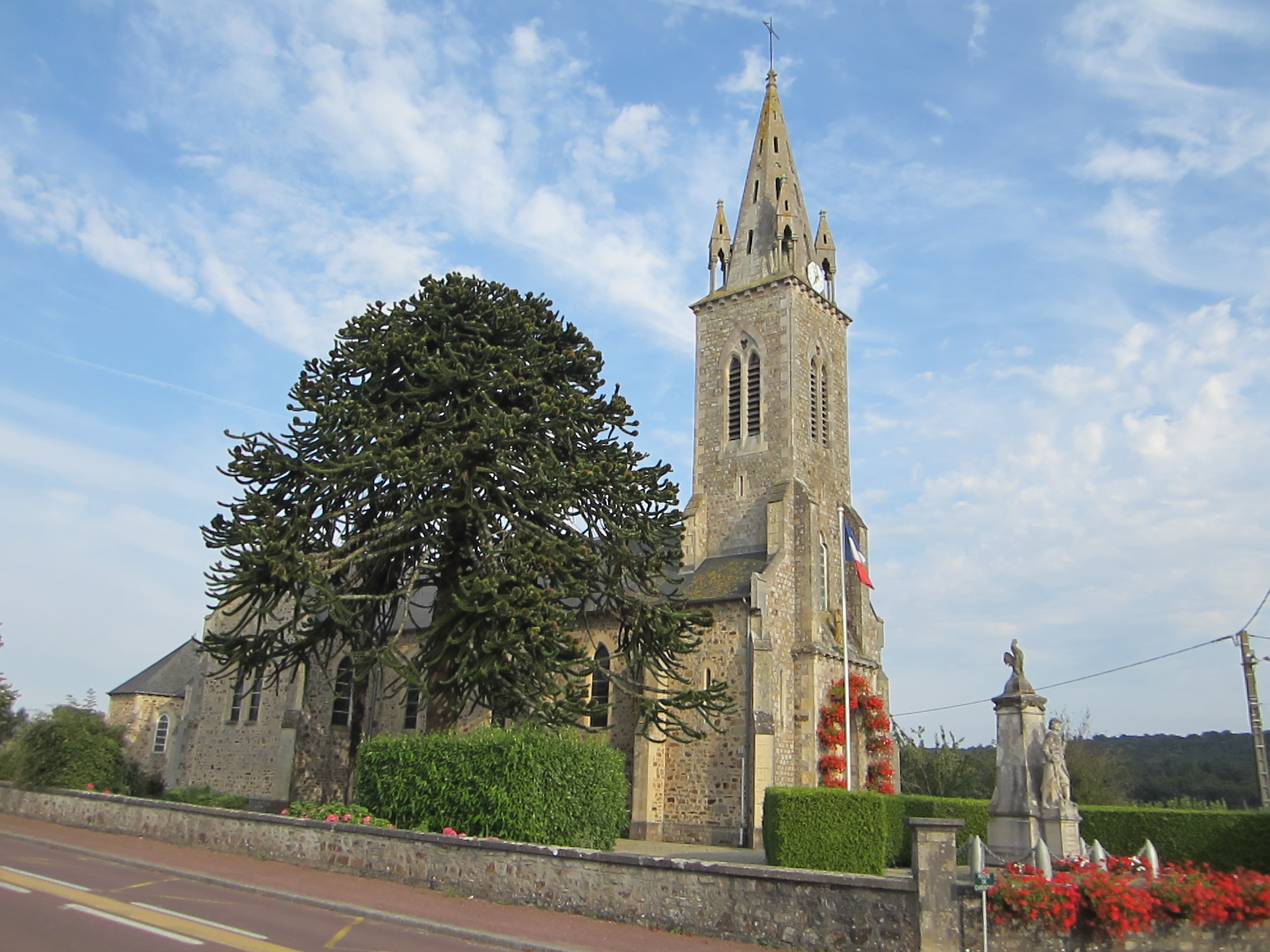
Église Saint-Thomas.

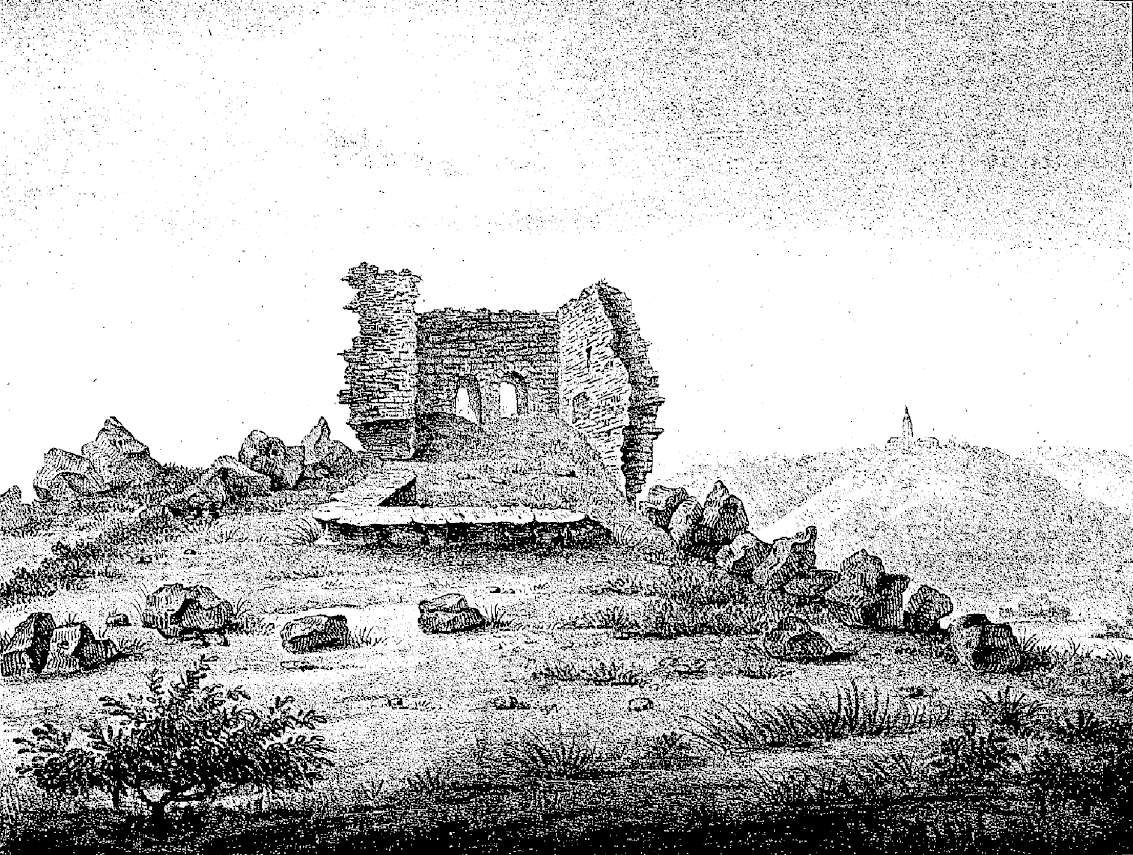
Ruines du vieux château de Lithaire, la tour au Mont-Castre. Lithographie d'Engelmann, 1825. Bibliothèque Jacques Prévert, Cherbourg.

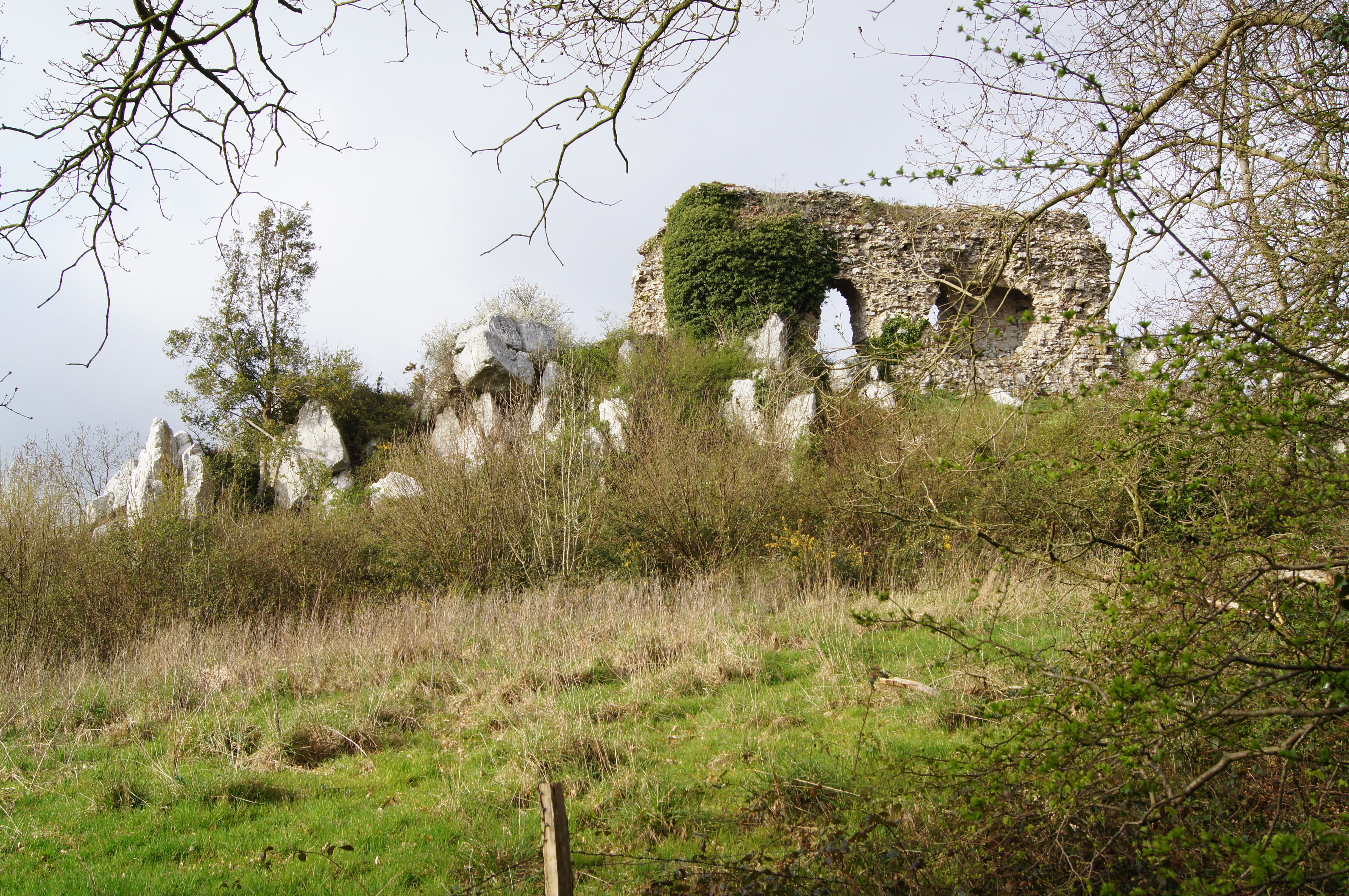
Le château ou vigie de Lithaire.

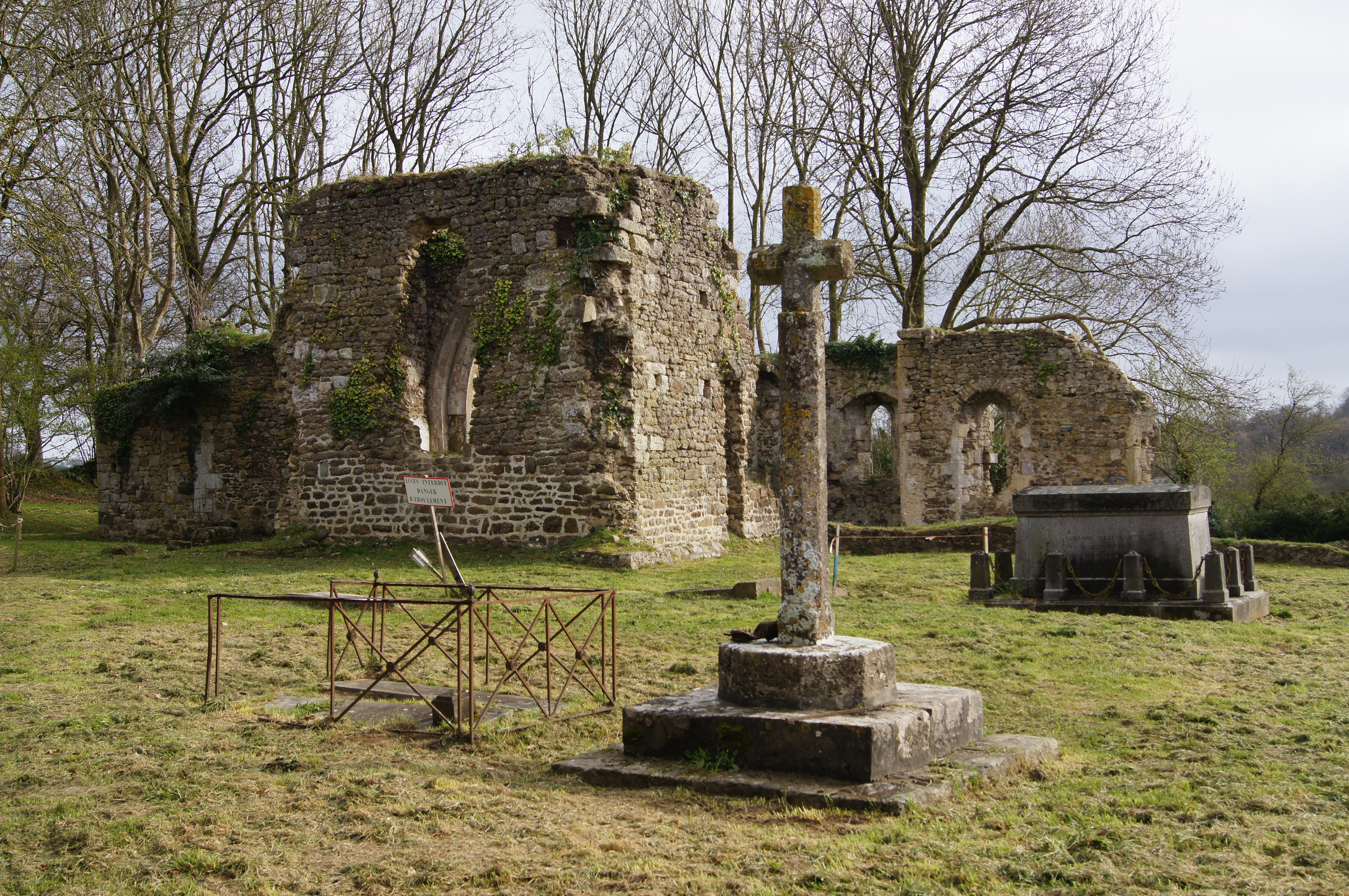
Église en ruines Saint-Thomas.

- Église Saint-Thomas du XIXe siècle. Elle abrite un bas-relief la Crucifixion du XVe, des fonts baptismaux du Moyen Âge, les statues de saint Thomas Becket du XVIe et saint Maur du XVe, une verrière du XXe de J. Barillet. On y invoque saint Éloi pour la guérison des rhumatismes et goutte[7].
- Château de Brocquebœuf du XIXe siècle construit sur les vestiges de l'ancien prieuré Saint-Jacques[7]. Il fut notamment la possession d'Amédée-Désiré Lavoisy (1818-1889), maire de Lithaire de 1870 à 1870, conseiller général de 1871 à 1874[7].
- Manoir Saint-Michel-du-Bosc du XVIIIe siècle, ancien prieuré de femmes du XIIe siècle[7] qui était initialement situé sur le territoire de Varenguebec.
- Ancienne léproserie et maison de templiers à Fontenay[7].
- Vestiges du prieuré de Saint-Michel-du-Bosc qui sera jusqu'au XVIIe siècle le seul couvent de religieuses du Cotentin[8].

Le plan d'eau de Lithaire est un lieu privilégié pour la promenade. Il est aménagé au pied du mont Castre à proximité de plusieurs sites :
- Ruines d'un château médiéval, sur l'un des sommets du mont Castre, au-dessus de la route qui mène à la Haye-du-Puits, en bordure de la forêt, au lieu-dit le Vieux Château, sur une étroite crête rocheuse orienté est-ouest. Vestiges de deux tours fortes carrées peut-être du XIVe siècle[16], dont l'une d'au moins deux étages planchéiés, percée de meurtrières à large ébrasement, est le donjon, de 10 m de côté et ayant par endroit des murs de plus de quatre mètres d'épaisseur[17]. Son origine pourrait être une vigie ou corps de garde romain. La seconde, dont il subsiste des traces, devait surveiller le ravin voisin[18]. Les rochers de la butte du vieux châteaux sont classés site protégé[7] ;
- Allée couverte du bois du Mont[19] et du bois de la Plesse dont la pierre branlante a servi à l'édification de la stèle à la mémoire des combattants de la 90e division d'infanterie et 82e division Airbone.
- Ruine de l'ancienne église.
- Chapelle Saint-Étienne.
- Oppidum du Mont Castre, occupé par les Unelles. Traces d'un retranchement de terre protohistorique dit « camp de César ».
- Puits, lavoir.
- Panorama et table d'orientation. Du sommet il est possible, par temps clair, de distinguer Jersey à 40 kilomètres.